# Saint-Just, Ain
Saint-Just är en kommun i departementet Ain i regionen Auvergne-Rhône-Alpes i östra Frankrike. Kommunen ligger  i kantonen Péronnas som ligger i arrondissementet Bourg-en-Bresse. Kommunens areal är 3,38 km². År 2022 hade Saint-Just 953 invånare.

## Befolkningsutveckling
Antalet invånare i kommunen Saint-Just
Referens: INSEE